# 清水園美
清水 園美（しみず そのみ、1982年7月4日 - ）日本の女優。静岡県御前崎市出身。血液型はO型。
KBS京都放送制作の連続TVドラマで5年に渡りメインキャストを務める。デビュー作の『お寺の国のアリス』では、主演に加え、I WiSH（nao)の楽曲提供で主題歌を唄っている。その際、作詞も自らしている。
2007年10月より全独立U局で放映された連続TVドラマ『パセリ』に於いても自ら作詞した劇中歌を唄っているが、歌手としての活動はしていない。

出身地である静岡県御前崎市の親善大使を務めており、映画・ドラマのロケコーディネイトも行っている。

所属プロダクションは株式会社エス・エス・ピー。

## テレビドラマ
- クリスタル（2011年6月18日 - 7月9日、千葉テレビ） - 橋谷里美 役